# 레오네스 FC
레오네스 FC(스페인어: Itagüí Leones Fútbol Club)는 콜롬비아 안티오키아주 이타귀를 연고로 하는 축구단이다. 1944년 2월 15일에 데포르티보 리오네그로(Deportivo Rionegro)라는 이름으로 창단되었으며, 카테고리아 프리메라 B에 참가하고 있다.